# Liste der DDR-Meister im Turnen

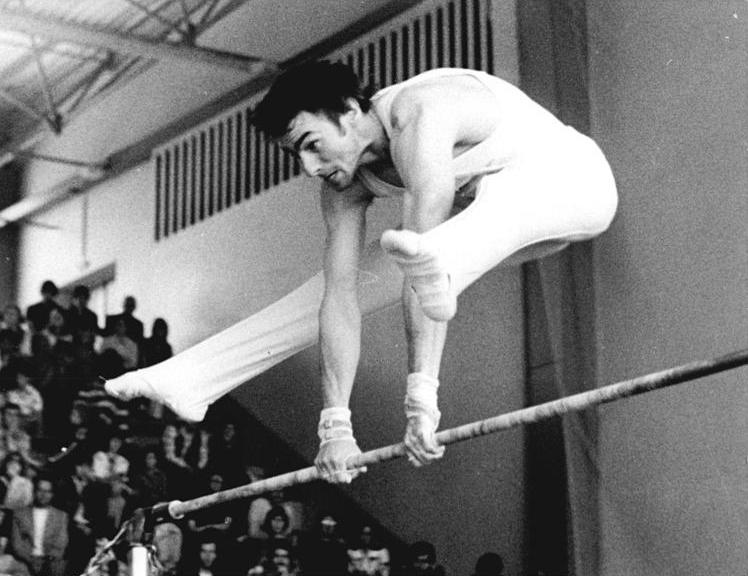
Roland Brückner am 24. Juni 1978 bei den DDR-Turnmeisterschaften in Jena-Neulobeda

Zwischen 1949 und 1989 wurden in der Deutschen Demokratischen Republik jährlich „DDR-Turnmeisterschaften“ veranstaltet.

## Meisterschaft der Herren

### Teil 1
| Jahr | Mehrkampf         | Boden                         | Pauschenpferd        | Ringe                           |
| ---- | ----------------- | ----------------------------- | -------------------- | ------------------------------- |
| 1949 | Heinz Boll        | Albin Lätzer                  | Helmut Radochla      |                                 |
| 1950 | Alfred Müller     | Albin Lätzer                  | Fritz Limburg        | Alfred Müller                   |
| 1951 | Wolfram Herold    | Albin Lätzer                  | Fritz Limburg        | Alfred Müller                   |
| 1952 | Alfred Müller     | Lothar Heil                   | Wolfram Herold       | Adolf Kießlinger, Alfred Müller |
| 1953 | Gerhard Braune    | Gerhard Braune                | Heinz-Otto Werner    | Adolf Kießlinger                |
| 1954 | Heinz-Otto Werner | Heinz Kirsch                  | Heinz-Otto Werner    | Harry Berger                    |
| 1955 | Lothar Heil       | Klaus Zschunke                | Lothar Heil          | Hans-Joachim Hanf               |
| 1956 | Günter Nachtigall | Günter Nachtigall             | Günter Nachtigall    | Günter Nachtigall               |
| 1957 | Wolfgang Gipser   | Günter Nachtigall             | Fritz Böhm           | Adolf Kießlinger                |
| 1958 | Fritz Böhm        | Karlheinz Friedrich           | Fritz Böhm           | Gottfried Stark                 |
| 1959 | Erwin Koppe       | Frank Tippelt                 | Klaus Milbradt       | Erwin Koppe                     |
| 1960 | Siegfried Fülle   | Frank Tippelt                 | Fritz Böhm           | Siegfried Fülle                 |
| 1961 | Siegfried Fülle   | Frank Tippelt                 | Klaus Milbradt       | Klaus Köste                     |
| 1962 | Erwin Koppe       | Klaus Köste                   | Willy Fest           | Siegfried Fülle                 |
| 1963 | Siegfried Fülle   | Klaus Köste                   | Werner Dölling       | Siegfried Fülle                 |
| 1964 | Erwin Koppe       | Frank Tippelt                 | Klaus Milbradt       | Erwin Koppe, Peter Weber        |
| 1965 | Matthias Brehme   | Peter Weber                   | Matthias Brehme      | Matthias Brehme                 |
| 1966 | Matthias Brehme   | Siegfried Fülle               | Gerhard Dietrich     | Siegfried Fülle                 |
| 1967 | Siegfried Fülle   | Reinhard Butz                 | Matthias Brehme      | Peter Weber                     |
| 1968 | Klaus Köste       | Klaus Köste                   | Klaus Köste          | Klaus Köste                     |
| 1969 | Klaus Köste       | Klaus Köste                   | Wolfgang Thüne       | Dieter Hotz                     |
| 1970 | Klaus Köste       | Klaus Köste                   | Gerhard Dietrich     | Dieter Hotz                     |
| 1971 | Klaus Köste       | Klaus Köste                   | Andreas Götze        | Jürgen Paeke                    |
| 1972 | Klaus Köste       | Klaus Köste                   | Jürgen Paeke         | Klaus Köste                     |
| 1973 | Wolfgang Thüne    | Klaus Köste                   | Wolfgang Thüne       | Wolfgang Thüne                  |
| 1974 | Wolfgang Thüne    | Klaus Köste                   | Wolfgang Thüne       | Wolfgang Thüne                  |
| 1975 | Bernd Jäger       | Roland Brückner               | Wolfgang Klotz       | Rainer Hanschke                 |
| 1976 | Roland Brückner   | Roland Brückner               | Roland Brückner      | Bernd Jensch                    |
| 1977 | Roland Brückner   | Roland Brückner               | Roland Brückner      | Lutz Mack                       |
| 1978 | Roland Brückner   | Roland Brückner               | Michael Nikolay      | Lutz Mack                       |
| 1979 | Roland Brückner   | Lutz Hoffmann                 | Michael Nikolay      | Lutz Mack                       |
| 1980 | Roland Brückner   | Roland Brückner               | Michael Nikolay      | Roland Brückner                 |
| 1981 | Roland Brückner   | Roland Brückner               | Frank Bouchard       | Ralf-Peter Hemmann              |
| 1982 | Frank Bouchard    | Andreas Eichelbaum            | Michael Nikolay      | Hubert Brylok                   |
| 1983 | Jens Fischer      | Roland Brückner               | Ralf Quast           | Jens Fischer                    |
| 1984 | Jens Fischer      | Roland Brückner               | Holger Behrendt      | Holger Behrendt                 |
| 1985 | Sven Tippelt      | Ulf Hoffmann                  | Sten Köplin-Fritsche | Holger Behrendt, Sven Tippelt   |
| 1986 | Sven Tippelt      | Sven Tippelt                  | Sten Köplin-Fritsche | Sven Tippelt                    |
| 1987 | Sven Tippelt      | Jörg Behrend                  | Maik Belle           | Holger Behrendt                 |
| 1988 | Sylvio Kroll      | Holger Behrendt, Sylvio Kroll | Sylvio Kroll         | Sven Tippelt                    |
| 1989 | Sven Tippelt      | Maik Belle                    | Jens Milbradt        | Holger Behrendt                 |

### Teil 2
| Jahr | Pferdsprung                | Barren                           | Reck                                          |
| ---- | -------------------------- | -------------------------------- | --------------------------------------------- |
| 1949 | Heinz Boll                 | Heinz Boll                       | Heinz Boll                                    |
| 1950 | Albin Lätzer               | Alfred Müller                    | Alfred Müller                                 |
| 1951 | Harry Berger               | Alfred Müller                    | Alfred Müller                                 |
| 1952 | Lothar Heil                | Alfred Müller                    | L. Frenzel, Alfred Müller                     |
| 1953 | Gottfried Kaufmann         | Lothar Heil                      | Gerhard Braune                                |
| 1954 | Harry Berger               | Heinz-Otto Werner                | Heinz-Otto Werner                             |
| 1955 | Gerhard Braune             | Lothar Heil                      | Gerhard Braune                                |
| 1956 | Harry Berger               | Günter Nachtigall                | Werner Drescher                               |
| 1957 | Günter Nachtigall          | Werner Drescher                  | Wolfgang Gipser                               |
| 1958 | Wolfgang Gipser            | Fritz Böhm                       | Karlheinz Friedrich                           |
| 1959 | Werner Drescher            | Erwin Koppe                      | Siegfried Fülle                               |
| 1960 | Wolfgang Gipser            | Erwin Koppe                      | Erwin Koppe                                   |
| 1961 | Klaus Köste                | Klaus Milbradt                   | Werner Drescher                               |
| 1962 | Klaus Köste                | Erwin Koppe                      | Erwin Koppe                                   |
| 1963 | Peter Luft                 | Siegfried Fülle                  | Siegfried Fülle, Erwin Koppe                  |
| 1964 | Günter Beier               | Erwin Koppe                      | Frank Tippelt                                 |
| 1965 | Günter Beier               | Matthias Brehme                  | Matthias Brehme                               |
| 1966 | Günter Beier               | Matthias Brehme                  | Matthias Brehme                               |
| 1967 | Günter Beier               | Klaus Köste                      | Siegfried Fülle                               |
| 1968 | Siegfried Fülle            | Klaus Köste                      | Klaus Köste                                   |
| 1969 | Matthias Brehme            | Klaus Köste                      | Klaus Köste                                   |
| 1970 | Klaus Köste                | Klaus Köste                      | Klaus Köste                                   |
| 1971 | Klaus Köste, Lutz Mack     | Klaus Köste                      | Klaus Köste                                   |
| 1972 | Lutz Mack                  | Klaus Köste                      | Klaus Köste                                   |
| 1973 | Lutz Mack                  | Burghard Müns                    | Bernd Jäger                                   |
| 1974 | Lutz Mack                  | Bernd Jäger                      | Wolfgang Thüne                                |
| 1975 | Roland Brückner            | Bernd Jäger                      | Bernd Jäger                                   |
| 1976 | Lutz Mack                  | Lutz Mack                        | Friedhard Beck                                |
| 1977 | Jurij Robel                | Roland Brückner                  | Roland Brückner                               |
| 1978 | Ralph Bärtel               | Ralf-Peter Hemmann               | Ralf-Peter Hemmann                            |
| 1979 | Roland Brückner            | Ralf-Peter Hemmann               | Michael Nikolay                               |
| 1980 | Roland Brückner            | Ralf-Peter Hemmann               | Jürgen Nikolay                                |
| 1981 | Uwe Kopp                   | Roland Brückner, Michael Nikolay | Jürgen Nikolay, Michael Nikolay               |
| 1982 | Sylvio Kroll               | Frank Bouchard                   | Frank Bouchard, Ulf Hoffmann                  |
| 1983 | Jens Fischer               | Jens Fischer, Sylvio Kroll       | Jens Fischer                                  |
| 1984 | Bernd Jensch, Sylvio Kroll | Jens Fischer                     | Sylvio Kroll                                  |
| 1985 | Sylvio Kroll               | Sven Tippelt                     | Holger Behrendt                               |
| 1986 | Sylvio Kroll               | Sven Tippelt                     | Sylvio Kroll, Sven Tippelt                    |
| 1987 | Ralf Büchner               | Sylvio Kroll                     | Holger Behrendt                               |
| 1988 | Ralf Büchner, Sylvio Kroll | Maik Belle, Sven Tippelt         | Holger Behrendt, Ulf Hoffmann, Andreas Wecker |
| 1989 | Sven Ullrich               | Maik Belle                       | Thomas Knüpfer                                |

## Meisterschaft der Damen
| Jahr | Mehrkampf          | Pferdsprung      | Stufenbarren                    | Schwebebalken               | Boden              |
| ---- | ------------------ | ---------------- | ------------------------------- | --------------------------- | ------------------ |
| 1949 | Charlotte Scholz   | Charlotte Scholz | Charlotte Scholz                | U. Pagel                    | Charlotte Scholz   |
| 1950 | Charlotte Scholz   | Charlotte Scholz | Charlotte Scholz                | Charlotte Scholz            | Charlotte Scholz   |
| 1951 | Charlotte Scholz   | Charlotte Scholz | Charlotte Scholz                | Vera Matschulat             | Gertrud Bürgstein  |
| 1952 | Charlotte Scholz   | Charlotte Scholz | Gertrud Bürgstein               | Charlotte Scholz            | Ingrid Piepenburg  |
| 1953 | Charlotte Scholz   | Ingrid Michaelis | Charlotte Scholz                | Gertraude Bauch             | Vera Matschulat    |
| 1954 | Vera Matschulat    | Vera Matschulat  | Roselore Stöbe                  | Ingrid Michaelis            | Vera Matschulat    |
| 1955 | Ingrid Michaelis   | Ingrid Michaelis | Vera Ewald                      | Vera Ewald                  | Ingrid Michaelis   |
| 1956 | Roselore Stöbe     | Renate Schneider | Roselore Stöbe                  | Rita Pfotenhauer            | Roselore Stöbe     |
| 1957 | Roselore Sonntag A | Brigitte Quandt  | Roselore Sonntag A              | Roselore Sonntag            | Roselore Sonntag A |
| 1958 | Ingrid Föst        | Ingrid Föst      | Ingrid Föst                     | Ingrid Föst                 | Vera Ewald         |
| 1959 | Roselore Sonntag   | Ingrid Föst      | Ingrid Föst                     | Ingrid Föst                 | Ingrid Föst        |
| 1960 | Ingrid Föst        | Ingrid Föst      | Ingrid Föst                     | Ingrid Föst                 | Roselore Sonntag   |
| 1961 | Birgit Radochla    | Ute Starke       | Ute Starke                      | Birgit Radochla             | Ute Starke         |
| 1962 | Ingrid Föst        | Ute Starke       | Ingrid Föst                     | Ingrid Föst                 | Ingrid Föst        |
| 1963 | Birgit Radochla    | Birgit Radochla  | Ute Starke                      | Ingrid Föst                 | Birgit Radochla    |
| 1964 | Erika Barth        | Birgit Radochla  | Birgit Radochla                 | Erika Barth                 | Erika Barth        |
| 1965 | Ute Starke         | Erika Barth      | Roswita Härtig                  | Ute Starke                  | Angelika Striegler |
| 1966 | Erika Zuchold B    | Erika Zuchold B  | Roswita Härtig                  | Erika Zuchold B             | Angelika Striegler |
| 1967 | Karin Janz         | Erika Zuchold    | Karin Janz                      | Erika Zuchold               | Erika Zuchold B    |
| 1968 | Erika Zuchold      | Karin Janz       | Karin Janz                      | Erika Zuchold               | Erika Zuchold      |
| 1969 | Karin Janz         | Marianne Noack   | Karin Janz                      | Karin Janz                  | Karin Janz         |
| 1970 | Karin Janz         | Karin Janz       | Karin Janz                      | Christine Schmitt           | Karin Janz         |
| 1971 | Karin Janz         | Karin Janz       | Karin Janz                      | Karin Janz                  | Karin Janz         |
| 1972 | Karin Janz         | Erika Zuchold    | Erika Zuchold                   | Karin Janz                  | Karin Janz         |
| 1973 | Angelika Hellmann  | Inge Hanke       | Angelika Hellmann               | Sylvia Schäfer              | Sylvia Schäfer     |
| 1974 | Angelika Hellmann  | Inge Hanke       | Richarda Schmeißer              | Kerstin Gerschau            | Angelika Hellmann  |
| 1975 | Richarda Schmeißer | Gitta Escher     | Richarda Schmeißer              | Marion Kische               | Gitta Escher       |
| 1976 | Gitta Escher       | Carola Dombeck   | Marion Kische                   | Gitta Escher                | Gitta Escher       |
| 1977 | Steffi Kräker      | Steffi Kräker    | Steffi Kräker                   | Steffi Kräker               | Regina Grabolle    |
| 1978 | Heike Kunhardt     | Steffi Kräker    | Silvia Hindorff                 | Steffi Kräker               | Silvia Hindorff    |
| 1979 | Regina Grabolle    | Regina Grabolle  | Maxi Gnauck                     | Regina Grabolle             | Maxi Gnauck        |
| 1980 | Regina Grabolle    | Katharina Rensch | Steffi Kräker                   | Regina Grabolle             | Katharina Rensch   |
| 1981 | Maxi Gnauck        | Birgit Senff     | Maxi Gnauck                     | Steffi Kräker               | Maxi Gnauck        |
| 1982 | Maxi Gnauck        | Maxi Gnauck      | Maxi Gnauck                     | Susen Tiedtke, Franka Voigt | Maxi Gnauck        |
| 1983 | Sylvia Rau         | Birgit Senff     | Sylvia Rau                      | Sylvia Rau                  | Astrid Heese       |
| 1984 | Maxi Gnauck        | Birgit Senff     | Maxi Gnauck                     | Birgit Senff                | Maxi Gnauck        |
| 1985 | Dagmar Kersten     | Dagmar Kersten   | Jana Vogel                      | Gabriele Fähnrich           | Ulrike Klotz       |
| 1986 | Astrid Heese       | Martina Jentsch  | Jana Vogel                      | Jana Vogel                  | Martina Jentsch    |
| 1987 | Dagmar Kersten     | Astrid Heese     | Dörte Thümmler                  | Astrid Heese                | Martina Jentsch    |
| 1988 | Dagmar Kersten     | Dagmar Kersten   | Dagmar Kersten                  | Dörte Thümmler              | Dörte Thümmler     |
| 1989 | Antje Wilkenloh    | Antje Wilkenloh  | Bärbel Wielgoß, Antje Wilkenloh | Antje Wilkenloh             | Bärbel Wielgoß     |